# Vintage (groupe)
Pour les articles homonymes, voir Vintage.
Vintage (russe : Винтаж) est un groupe russe de pop, originaire de Moscou. Il est composé de la chanteuse Anna Pletnyova et du chanteur, compositeur et producteur Alekseï Romanov. Auparavant, l'équipe comprend une danseuse Mia (2006-2008) et Sofia Ivanova (2008-2011).
Le groupe est nommé à plusieurs reprises et remporte diverses récompenses musicales. Depuis 2008, ils sont les lauréats de la « chanson de l'année » du festival annuel,. En 2011 et 2012, le groupe est reconnu comme le meilleur de Russie selon le journal Moskovski Komsomolets.

## Histoire

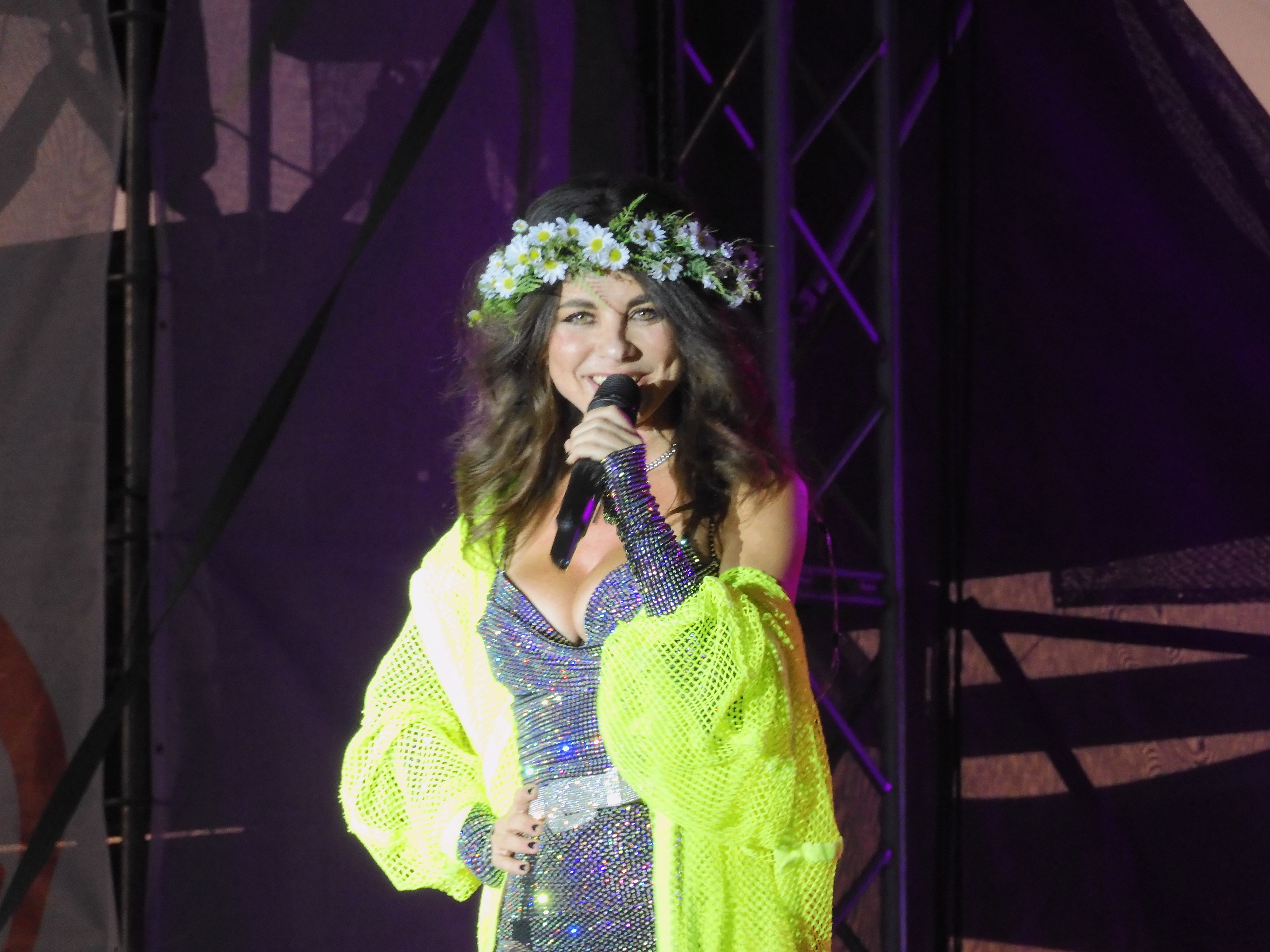
Anna Pletnyova en 2023.

Le groupe est formé par l'ex-soliste du groupe russe « Litseï » Anna Pletnyova et l'ex-chanteur de « Amega » Alekseï Romanov à la mi-2006. La décision de la création du groupe est prise lorsque Anna se rendait à une réunion importante. Mais à la suite de plusieurs problèmes de voiture, elle appelle Alekseï Romanov pour du covoiturage. Alors que les deux chanteurs se retrouvent coincés dans un embouteillage, ils décident ensemble de créer un groupe pop capable de faire mieux que le groupe russo-ukrainien VIA Gra.
Le groupe se fait connaitre du public russe avec la chanson Mama Mia et son clip qui l'accompagne.
Pendant six mois, le groupe travaille en studio, en essayant de trouver son propre son. À l'origine, il était décidé d'appeler le groupe Tchelsi mais finalement, les deux amis doivent choisir un nouveau nom car les 4 candidats fabrikanty Arsenii Borobin, Denis Pretrov, Roman Arkhipov et Alekseï Korzin de la célèbre émission Fabrika Zvezd 6 créent un groupe du même nom. Anna et Alekseï se mettent donc d'accord sur Vintage.
Le 31 août 2006, la création officielle du groupe est annoncée. La sortie d'un premier single et de son clip vidéo, intitulé Mamma mia, est aussi annoncée, ainsi que la sortie prochaine de leur premier album, déjà prêt aux deux tiers. Puis un deuxième single sort, contenant la chanson But, qui se classe en 18e position du radiochart russe.
Le 28 juillet 2023 a lieu la première du remix phonk de la chanson Bad Girl, enregistré avec la participation des jeunes rappeurs Travma et Skidri. Le 5 octobre 2023, on apprend que Bad Girl remporte la nomination dans la catégorie « danse de l'année ».

## Critiques
Le groupe est très populaire en Russie. Mais il n'est pas rare qu'il suscite le scandale par ses clips sexy et ses chansons aux paroles osées. Plusieurs clips ont eu des passages censurés ou ont dû être réenregistrés. Cependant, le groupe enchaîne les tubes et les places d'honneur dans les charts russes et fait régulièrement la une des journaux à scandale principalement à cause de la chanteuse Anna Pletnyova. En 2010, les Américains ont accusé le groupe de plagiat vestimentaire et stylistique. En effet, les fans de Lady Gaga accusent le groupe de copier la chanteuse à scandale. Mais la maison de disque se défendit en expliquant que le groupe Vintage avait vu le jour bien avant la chanteuse et que c'était Lady Gaga elle-même qui devait être incriminée. Anna Pletnyova a même signalé qu'elle n'écoutait que très peu Lady Gaga. En 2013, le groupe sort cinq chansons en moins de 4 mois.

## Style musical
Le style musical du groupe est l'Europop, mélangé avec différents styles de musique comme la dance-pop, la pop etc., qui apporte des éléments de la musique classique et des images de la culture pop russe et étrangère inspirée par Madonna, Michael Jackson, Audrey Hepburn, Sophia Loren, Eva Pol'na et Enigma.

## Discographie

### Albums studio
- 2007 : Kriminlnaya Lyubov (Криминальная любовь) (22 novembre)
- 2009 : SEX (1er octobre)
- 2011 : Anetchka (Анечка) (28 septembre)
- 2013 : Very Dance (7 février)
- 2014 : Dekameron (22 juillet)
- 2015 : Veni Vidi Vici
- 2020 : Navsegda (Навсегдa)

### EP
- 2021 : Bystrye dvizheniya (Быстрые движения)

### Singles
| Année | Titre                                      | Titre en cyrillique    | Français                     | Particularité                                                                             | Album              |
| ----- | ------------------------------------------ | ---------------------- | ---------------------------- | ----------------------------------------------------------------------------------------- | ------------------ |
| 2006  | Mama Miya                                  | Мама Мия               |                              |                                                                                           | Kriminlnaya Lyubov |
| 2006  | 10 Potseluev                               | 10 поцелуев            | 10 bisous                    | Chanson pour les fêtes de Noël                                                            |                    |
| 2007  | Tselsya                                    | Целься                 | Chelsea                      |                                                                                           | Kriminlnaya Lyubov |
| 2007  | Vsego Khoroshevo                           | Всего хорошего         | Tous les meilleurs           |                                                                                           | Kriminlnaya Lyubov |
| 2008  | Plokhaya devotchka (avec Elena Korikova)   | Плохая девочка         | Mauvaise fille               | Numéro 1 des chartes russes                                                               | SEX                |
| 2008  | Odinotchestva Lyubvi                       | Одиночество любви      | La solitude de l'amour       | Numéro 1 des chartes russes                                                               | SEX                |
| 2009  | Eva                                        | Ева                    |                              | Numéro 1 des chartes russes                                                               | SEX                |
| 2009  | Dievotchki-lunatiki                        | Девочки-лунатики       | Fille Lunatique              |                                                                                           | SEX                |
| 2009  | Viktoriya                                  | Виктория               |                              | Numéro 1 des chartes russes                                                               | SEX                |
| 2010  | Mikki                                      | Микки                  | Mickey                       |                                                                                           | Anetchka           |
| 2010  | Roman                                      | Роман                  |                              | Numéro 1 des chartes russes                                                               | Anetchka           |
| 2010  | S Novym Godom                              | С Новым Годом          | Bonne année                  | Avec Irakli, A'Studio, Vladimir Presnyakov, Nyusha, Alekseï Tchumakov et Yulia Kovaltchik |                    |
| 2011  | Mama Amerika                               | Мама-Америка           | Maman d'Amérique             |                                                                                           | Anetchka           |
| 2011  | Mal'tchik                                  | Мальчик                | Garçon                       |                                                                                           | SEX                |
| 2011  | Dereviya                                   | Деревья                | Les arbres                   |                                                                                           | Anetchka           |
| 2012  | Moskva (Avec DJ Smash                      | Москва                 | Moscou                       | Numéro 1 des chartes russes                                                               | Very Dance         |
| 2012  | Na-Na-Na (Avec le DJ Bobina)               | На-на-на               |                              |                                                                                           | Very Dance         |
| 2012  | Tantsuï v Posledniï Raz (Avec Roman Kenga) | Танцуй в последний раз | Danser pour la dernière fois |                                                                                           | Very Dance         |
| 2012  | Svejaya Voda (Avec le DJ ChinKong)         | Свежая вода            | Eau douce                    | Numéro 1 des chartes russes                                                               | Very Dance         |
| 2013  | Zvezda (avec DJ Fell)                      | Звезда                 | L'étoile                     |                                                                                           | Very Dance         |
| 2013  | Play (avec le DJ Kirill Clash)             |                        | jeu                          |                                                                                           | Very Dance         |
| 2013  | Voyage (avec le DJ Sasha Dith)             |                        |                              |                                                                                           | Very Dance         |
| 2013  | Znak Vodoleya                              | Знак Водолея           | Signe du Verseau             | Numéro 1 des chartes russes                                                               | Dekameron          |
| 2013  | Tri jelaniya                               | Три желания            | Trois vœux                   |                                                                                           | Dekameron          |
| 2014  | Kogda ryadom ty                            | Когда рядом ты         | Lorsque tu fermes            | Numéro 1 des chartes russes                                                               | Dekameron          |
| 2014  | Krizis                                     | Кризис                 | Crise                        |                                                                                           | Dekameron          |
| 2015  | Dyshi                                      | дыши                   | Respirer                     | Numéro 1 des chartes russes                                                               | Veni Vidi Vichi    |